# 真如镇街道
真如镇街道，是中国上海市普陀区下属的一个街道，也是普陀区党政机关所在地，也是上海中心城区的四个城市副中心之一。面积6.09平方公里。户籍人口11.78万人（2009年6月底）。街道办事处驻芝川路205号。

## 历史沿革

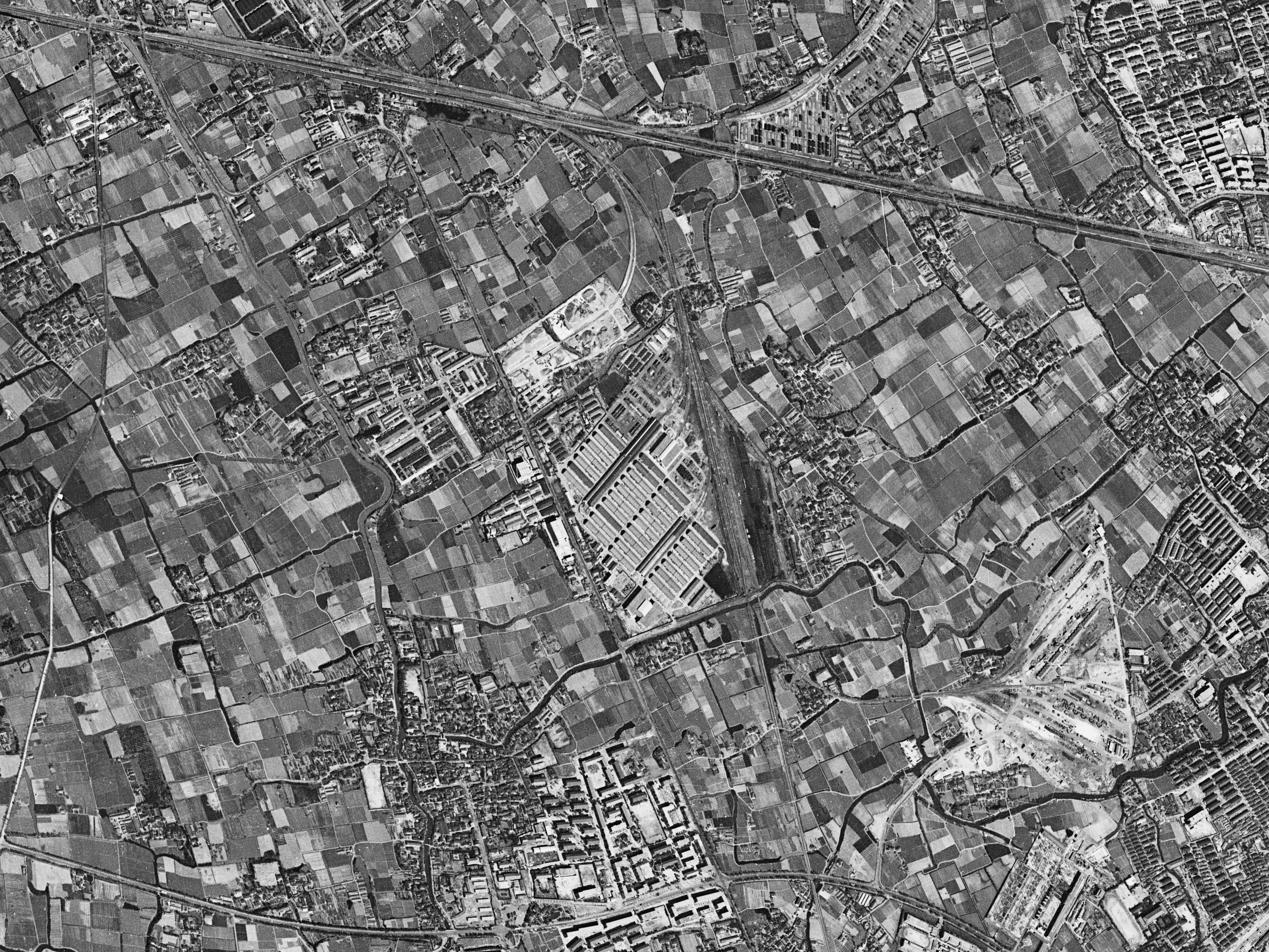
真如镇及真如火车站卫星图（1966年）

唐武德四年至南宋嘉定十年(621—1217年)，地境属昆山县临江乡。嘉定縣成立後临江乡劃歸嘉定县。
元延祐七年（1320年），真如寺移至现址（今兰溪路399号）。
明洪武年间临江乡改称依仁乡。明正德年间在真如寺周邊形成真如市（集市），万历年间形成真如集镇。
清雍正三年(1725年)宝山建县时依仁乡劃歸宝山。
清乾隆、嘉庆年间，宝山县设真如厂，當局通過真如廠赈济灾民。
清咸丰十年夏，清军与太平军在真如交戰。
清宣统三年(1911年)，真如厂改称真如乡。
1924年10月江浙战争，两方军阀相继占领真如。1925年，奉系军阀进军真如。
1928年，设立真如区，属上海特别市管辖。中华人民共和国成立后，于1950年2月设立真如镇政府，後來划归普陀区。2014年11月24日，上海市人民政府批复同意撤销真如镇建制，设立真如镇街道办事处，行政区域范围为：东至真华路，南至武宁路、曹安公路，西至万镇路，北至沪宁铁路。2015年1月6日，普陀区举行了真如镇街道办事处揭牌成立大会。

## 行政区划
真如镇街道下辖36个居委会：南大街居委会、北大街居委会、水塘街居委会、真如西村居委会、真北新村第一居委会、真北新村第三居委会、真西新村第一居委会、真西新村第二居委会、车站新村居委会、杨家桥居委会、真西新村第五居委会、海棠苑居委会、曹杨八村第一居委会、曹杨八村第二居委会、真光新村第二居委会、真光新村第四居委会、真光新村第五居委会、真光新村第六居委会、真光新村第七居委会、真光新村第八居委会、真光新村第九居委会、真光新村第十居委会、清涧新村第二居委会、清涧新村第六居委会、清涧新村第七居委会、清涧新村第八居委会、清涧新村第三居委会、曹杨花苑居委会、曹杨新苑居委会、金鼎花苑居委会、真光新村第一居委会、真北新村第五居委会、清涧新村第四居委会、真光新村第三居委会、中鼎豪园居委会、星河世纪城居委会。